# Лампе, Фридрих
Фридрих Лампе (1781—1823) — юрист, профессор Дерптского университета.

## Биография
Первоначальное образование Лампе получил в дрезденской школе. Слушал лекции в Лейпцигском университете (1801—1803). В октябре 1803 г. среди студентов этого университета обнаружилось движение объединить университетский совет (профессорский) со студентами. Посредниками между начальством и студентами были избраны Лампе, Паррот и Еше. Ими был составлен проект, урегулировавший взаимные отношения. Проект был утвержден 5 июля 1811 г., когда Лампе уже не был в университете. Вскоре по окончании курса Лампе отправился в Курляндию, в качестве домашнего учителя. В 1805 г. выдержал экзамен на степень кандидата прав и был назначен адвокатом пильтенского ландсгерихта, в 1808 г. переведен адвокатом курляндского обер-гохгерихта в г. Митаве, а 1 мая 1813 г. назначен в Дерптский университет экстраординарным профессором курляндского права. Через год он меняет кафедру и назначается (9.6.1814) ординарным профессором кафедры государственного и народного прав. При этом Лампе обязался приобрести степень доктора права и предполагает представить с этой целью ученый труд по истории права («De legibus Constantini Magni»). Работа эта представлена не была, а в 1819 г. Лампе лишен был права занимать административную должность, ввиду того, что он подвергся следствию, вместе с тремя другими профессорами, по делу о незаконном присуждении степени доктора прав портному Вальтеру и фабриканту Веберу, за плату в 15000 pуб. Лампе, однако, оправдался и в 1821 г. был восстановлен во всех своих правах. В 1821 г. ректор И. Эверс напомнил факультету об обещании Лампе представить указанную работу. Факультет решил тогда ходатайствовать о перемещении Лампе на кафедру местного права. Перемещение не состоялось, так как в 1823 г. Лампе умер. В разное время Лампе занимал в университете должности протосиндика, директора канцелярии училищной комиссии, декана, председателя апелляционного суда. Кроме выше означенных курсов он читал еще в 1813—1814 гг. «теорию курляндского гражданского права с упражнениями», в 1821 г. «немецкое устройство до отделения русскими остзейской Германии» и курляндское право, в 1822 г. лифляндское право. За время своей учебной деятельности Лампе, если не считать двух рецензий и одного театрального отчета, никаких трудов не оставил. В последнее время своей жизни он был занят переводом на немецкий язык и переработкой сочинения: «Lе comte de Broy, Essais critiques sur l’histoire de la Livonie».